# Jeff Brooks
Jeffrey Brooks, detto Jeff (Louisville, 12 giugno 1989), è un cestista statunitense naturalizzato italiano, di ruolo ala. Nel corso della propria carriera ha vinto uno Scudetto, una Coppa Italia e una Supercoppa italiana con la Dinamo Sassari, una Supercoppa con la Pallacanestro Cantù, una Supercoppa con l'Olimpia Milano e un'Eurocup con il Málaga.

## Carriera
Uscito da Pennsylvania State University viene messo sotto contratto dalla Fileni Jesi in Legadue. A Jesi disputa una stagione chiudendo con 17 punti e 7 rimbalzi di media.
Nel luglio 2012 viene ingaggiato da Cantù, con cui firma un contratto annuale. Nella sua stagione canturina disputa in totale 43 partite di campionato con 7,9 punti di media, il 55% da due, il 33% da tre ed il 77% nei liberi, oltre a circa 5 rimbalzi a gara.
La stagione successiva dice addio a Cantù per accasarsi alla Juvecaserta, con cui firma un contratto annuale. A Caserta ritrova lo stesso coach dell'anno precedente, Lele Molin, che ha fatto lo stesso percorso. Qui disputa 30 partite, con 14,4 punti di media, il 56,7% da due, il 45,2% da tre, il 77% nei liberi e 6,3 rimbalzi a gara. Il 13 giugno 2014 passa quindi alla Dinamo Sassari, squadra con cui vince supercoppa, coppa Italia e campionato.
Il 17 luglio 2015 firma un contratto biennale con l'Avtodor Saratov.
Nel 2017 acquisisce la cittadinanza italiana a seguito di matrimonio.
Il 25 giugno 2018 Brooks torna in Italia, firmando un contratto pluriennale con l'Olimpia Milano.

### Nazionale
Esordisce con la nazionale italiana il 14 settembre 2018 nel match contro la nazionale polacca, valido per le Qualificazioni Mondiali 2019, segnando 16 punti.
Successivamente viene selezionato per giocare la FIBA World Cup 2019 dove mantiene una media di 4,4 punti a partita.

## Statistiche
| † | Denota le stagioni in cui ha vinto il titolo |

### NCAA
| Anno       | Squadra             | PG  | PT | MP   | TC%  | 3P%  | TL%  | RP  | AP  | PRP | SP  | PP   |
| ---------- | ------------------- | --- | -- | ---- | ---- | ---- | ---- | --- | --- | --- | --- | ---- |
| 2007-2008  | Penn State N. Lions | 31  | 12 | 14,8 | 40,6 | 25,0 | 35,5 | 2,6 | 0,9 | 0,3 | 0,3 | 3,1  |
| 2008-2009† | Penn State N. Lions | 37  | 12 | 16,2 | 36,6 | 25,6 | 50,0 | 3,1 | 0,8 | 0,3 | 0,3 | 3,3  |
| 2009-2010  | Penn State N. Lions | 31  | 24 | 23,7 | 50,0 | 30,8 | 65,2 | 4,2 | 1,4 | 0,4 | 0,5 | 7,4  |
| 2010-2011  | Penn State N. Lions | 33  | 32 | 32,9 | 54,7 | 40,3 | 74,4 | 6,3 | 1,7 | 0,8 | 1,4 | 13,1 |
| Carriera   | Carriera            | 132 | 80 | 21,8 | 48,3 | 32,9 | 61,7 | 4,0 | 1,2 | 0,5 | 0,6 | 6,7  |

#### Massimi in carriera
- Massimo di punti: 23 vs Indiana (27 dicembre 2010)[5]
- Massimo di rimbalzi: 13 vs Mount St. Mary's (7 dicembre 2010)
- Massimo di assist: 5 vs Purdue (19 gennaio 2011)
- Massimo di palle rubate: 3 (5 volte)
- Massimo di stoppate: 5 vs Lehigh (12 novembre 2010)
- Massimo di minuti giocati: 39 (6 volte)

### Club
Campionato regular season
| Stagione        | Squadra             | Competizione | Partite | Partite | Partite | Statistiche tiro | Statistiche tiro | Statistiche tiro | Altre statistiche | Altre statistiche | Altre statistiche | Altre statistiche | Altre statistiche |
| Stagione        | Squadra             | Competizione | Pres.   | Titol.  | Minuti  | Tiri da 2        | Tiri da 3        | Liberi           | Rimb.             | Assist            | Rubate            | Stopp.            | Punti             |
| --------------- | ------------------- | ------------ | ------- | ------- | ------- | ---------------- | ---------------- | ---------------- | ----------------- | ----------------- | ----------------- | ----------------- | ----------------- |
| 2011-2012       | Aurora Jesi         | Legadue      | 28      | 28      | 981     | 151/244          | 34/83            | 72/93            | 194               | 24                | 47                | 11                | 476               |
| 2012-2013       | Pallacanestro Cantù | Serie A      | 29      | 18      | 652     | 84/152           | 12/34            | 38/51            | 142               | 27                | 22                | 17                | 242               |
| 2013-2014       | Juvecaserta         | Serie A      | 30      | 30      | 942     | 149/263          | 19/42            | 77/100           | 189               | 44                | 46                | 15                | 432               |
| 2014-2015       | Dinamo Sassari      | Serie A      | 21      | 20      | 595     | 49/97            | 15/47            | 40/49            | 157               | 28                | 19                | 12                | 183               |
| 2015-2016       | Avtodor Saratov     | VTB          | 23      | 23      | 651     | 94/163           | 13/27            | 50/63            | 138               | 53                | 28                | 7                 | 277               |
| 2016-2017       | Málaga              | Liga ACB     | 32      | 18      | 660     | 85/144           | 12/39            | 24/29            | 127               | 35                | 21                | 11                | 230               |
| 2017-2018       | Málaga              | Liga ACB     | 31      | 29      | 645     | 93/176           | 15/40            | 42/47            | 133               | 26                | 14                | 8                 | 273               |
| 2018-2019       | Olimpia Milano      | Serie A      | 27      | 24      | 576     | 47/75            | 13/34            | 21/30            | 113               | 26                | 20                | 14                | 154               |
| 2019-2020       | Olimpia Milano      | Serie A      | 16      | 8       | 356     | 25/55            | 14/24            | 12/20            | 91                | 15                | 14                | 6                 | 104               |
| Totale carriera |                     |              |         |         |         |                  |                  |                  |                   |                   |                   |                   |                   |

Campionato play-off
| Stagione        | Squadra             | Competizione      | Partite | Partite | Partite | Statistiche tiro | Statistiche tiro | Statistiche tiro | Altre statistiche | Altre statistiche | Altre statistiche | Altre statistiche | Altre statistiche |
| Stagione        | Squadra             | Competizione      | Pres.   | Titol.  | Minuti  | Tiri da 2        | Tiri da 3        | Liberi           | Rimb.             | Assist            | Rubate            | Stopp.            | Punti             |
| --------------- | ------------------- | ----------------- | ------- | ------- | ------- | ---------------- | ---------------- | ---------------- | ----------------- | ----------------- | ----------------- | ----------------- | ----------------- |
| 2012-2013       | Pallacanestro Cantù | Play-off Serie A  | 14      | 14      | 395     | 32/58            | 6/21             | 16/19            | 69                | 11                | 9                 | 12                | 98                |
| 2014-2015       | Dinamo Sassari      | Play-off Serie A  | 18      | 7       | 501     | 54/84            | 10/21            | 31/42            | 97                | 20                | 25                | 13                | 169               |
| 2016-2017       | Málaga              | Play-off Liga ACB | 6       | 5       | 117     | 9/23             | 3/15             | 5/6              | 26                | 2                 | 3                 | 0                 | 32                |
| 2017-2018       | Málaga              | Play-off Liga ACB | 2       | 2       | 34      | 2/12             | 1/2              | 0/0              | 8                 | 2                 | 2                 | 0                 | 7                 |
| 2018-2019       | Olimpia Milano      | Play-off Serie A  | 8       | 8       | 213     | 16/41            | 2/11             | 16/17            | 44                | 10                | 4                 | 3                 | 54                |
| Totale carriera |                     |                   |         |         |         |                  |                  |                  |                   |                   |                   |                   |                   |

Eurolega
| Stagione        | Squadra             | Competizione | Partite | Partite | Partite | Statistiche tiro | Statistiche tiro | Statistiche tiro | Altre statistiche | Altre statistiche | Altre statistiche | Altre statistiche | Altre statistiche |
| Stagione        | Squadra             | Competizione | Pres.   | Titol.  | Minuti  | Tiri da 2        | Tiri da 3        | Liberi           | Rimb.             | Assist            | Rubate            | Stopp.            | Punti             |
| --------------- | ------------------- | ------------ | ------- | ------- | ------- | ---------------- | ---------------- | ---------------- | ----------------- | ----------------- | ----------------- | ----------------- | ----------------- |
| 2012-2013       | Pallacanestro Cantù | Eurolega     | 10      | 3       | 235     | 35/57            | 1/10             | 10/18            | 49                | 13                | 6                 | 0                 | 83                |
| 2014-2015       | Dinamo Sassari      | Eurolega     | 8       | 8       | 232     | 20/36            | 8/17             | 10/13            | 40                | 10                | 16                | 5                 | 74                |
| 2017-2018       | Málaga              | Eurolega     | 26      | 23      | 295     | 73/137           | 17/43            | 32/41            | 112               | 27                | 16                | 10                | 229               |
| 2018-2019       | Olimpia Milano      | Eurolega     | 29      | 29      | 728     | 49/88            | 19/48            | 20/24            | 153               | 29                | 22                | 8                 | 175               |
| 2019-2020       | Olimpia Milano      | Eurolega     | 19      | 8       | 390     | 21/41            | 10/22            | 9/11             | 87                | 18                | 9                 | 8                 | 81                |
| Totale carriera |                     |              |         |         |         |                  |                  |                  |                   |                   |                   |                   |                   |

Eurocup
| Stagione        | Squadra         | Competizione | Partite | Partite | Partite | Statistiche tiro | Statistiche tiro | Statistiche tiro | Altre statistiche | Altre statistiche | Altre statistiche | Altre statistiche | Altre statistiche |
| Stagione        | Squadra         | Competizione | Pres.   | Titol.  | Minuti  | Tiri da 2        | Tiri da 3        | Liberi           | Rimb.             | Assist            | Rubate            | Stopp.            | Punti             |
| --------------- | --------------- | ------------ | ------- | ------- | ------- | ---------------- | ---------------- | ---------------- | ----------------- | ----------------- | ----------------- | ----------------- | ----------------- |
| 2015-2016       | Avtodor Saratov | Eurocup      | 13      | 12      | 399     | 56/94            | 5/13             | 43/48            | 107               | 31                | 15                | 6                 | 170               |
| 2016-2017       | Málaga          | Eurocup      | 22      | 21      | 500     | 51/106           | 13/36            | 20/28            | 93                | 23                | 13                | 9                 | 161               |
| Totale carriera |                 |              |         |         |         |                  |                  |                  |                   |                   |                   |                   |                   |

### Nazionale
| Cronologia completa delle presenze e dei punti in Nazionale - Italia | Cronologia completa delle presenze e dei punti in Nazionale - Italia | Cronologia completa delle presenze e dei punti in Nazionale - Italia | Cronologia completa delle presenze e dei punti in Nazionale - Italia | Cronologia completa delle presenze e dei punti in Nazionale - Italia | Cronologia completa delle presenze e dei punti in Nazionale - Italia | Cronologia completa delle presenze e dei punti in Nazionale - Italia | Cronologia completa delle presenze e dei punti in Nazionale - Italia |
| Data                                                                 | Città                                                                | In casa                                                              | Risultato                                                            | Ospiti                                                               | Competizione                                                         | Punti                                                                | Note                                                                 |
| -------------------------------------------------------------------- | -------------------------------------------------------------------- | -------------------------------------------------------------------- | -------------------------------------------------------------------- | -------------------------------------------------------------------- | -------------------------------------------------------------------- | -------------------------------------------------------------------- | -------------------------------------------------------------------- |
| 14/09/2018                                                           | Bologna                                                              | Italia                                                               | 101 - 82                                                             | Polonia                                                              | Qual. Mondiali 2019                                                  | 16                                                                   | [ 6 ]                                                                |
| 17/09/2018                                                           | Debrecen                                                             | Ungheria                                                             | 63 - 69                                                              | Italia                                                               | Qual. Mondiali 2019                                                  | 4                                                                    | [ 7 ]                                                                |
| 22/02/2019                                                           | Varese                                                               | Italia                                                               | 75 - 41                                                              | Ungheria                                                             | Qual. Mondiali 2019                                                  | 5                                                                    | [ 8 ]                                                                |
| 30/07/2019                                                           | Trento                                                               | Italia                                                               | 88 - 60                                                              | Romania                                                              | Torneo amichevole                                                    | 8                                                                    | [ 9 ]                                                                |
| 31/07/2019                                                           | Trento                                                               | Italia                                                               | 69 - 58                                                              | Costa d'Avorio                                                       | Torneo amichevole                                                    | 7                                                                    | [ 10 ]                                                               |
| 08/08/2019                                                           | Verona                                                               | Italia                                                               | 111 - 54                                                             | Senegal                                                              | Torneo amichevole                                                    | 5                                                                    | [ 11 ]                                                               |
| 09/08/2019                                                           | Verona                                                               | Italia                                                               | 70 - 72                                                              | Russia                                                               | Torneo amichevole                                                    | 4                                                                    | [ 12 ]                                                               |
| 16/08/2019                                                           | Atene                                                                | Grecia                                                               | 83 - 63                                                              | Italia                                                               | Torneo Acropolis 2019                                                | 4                                                                    | [ 13 ]                                                               |
| 17/08/2019                                                           | Atene                                                                | Italia                                                               | 64 - 96                                                              | Serbia                                                               | Torneo Acropolis 2019                                                | 3                                                                    | [ 14 ]                                                               |
| 18/08/2019                                                           | Atene                                                                | Italia                                                               | 70 - 72                                                              | Turchia                                                              | Torneo Acropolis 2019                                                | 7                                                                    | [ 15 ]                                                               |
| 23/08/2019                                                           | Shenyang                                                             | Italia                                                               | 65 - 71                                                              | Serbia                                                               | Torneo amichevole                                                    | 6                                                                    | [ 16 ]                                                               |
| 25/08/2019                                                           | Shenyang                                                             | Italia                                                               | 80 - 82                                                              | Francia                                                              | Torneo amichevole                                                    | 0                                                                    | [ 17 ]                                                               |
| 26/08/2019                                                           | Anshan                                                               | Italia                                                               | 82 - 88                                                              | Nuova Zelanda                                                        | Torneo amichevole                                                    | 8                                                                    | [ 18 ]                                                               |
| 31/08/2019                                                           | Foshan                                                               | Italia                                                               | 108 - 62                                                             | Filippine                                                            | Mondiali 2019 - 1ª fase a gironi                                     | 8                                                                    | [ 19 ]                                                               |
| 02/09/2019                                                           | Foshan                                                               | Italia                                                               | 92 - 61                                                              | Angola                                                               | Mondiali 2019 - 1ª fase a gironi                                     | 11                                                                   | [ 20 ]                                                               |
| 04/09/2019                                                           | Foshan                                                               | Italia                                                               | 77 - 92                                                              | Serbia                                                               | Mondiali 2019 - 1ª fase a gironi                                     | 2                                                                    | [ 21 ]                                                               |
| 06/09/2019                                                           | Wuhan                                                                | Italia                                                               | 60 - 67                                                              | Spagna                                                               | Mondiali 2019 - 2ª fase a gironi                                     | 1                                                                    | [ 22 ]                                                               |
| 08/09/2019                                                           | Wuhan                                                                | Italia                                                               | 94 - 89 dts                                                          | Porto Rico                                                           | Mondiali 2019 - 2ª fase a gironi                                     | 0                                                                    | [ 23 ]                                                               |
| Totale                                                               |                                                                      | Presenze                                                             | 18                                                                   |                                                                      | Punti                                                                | 99                                                                   |                                                                      |

## Palmarès

### Club

#### Competizioni giovanili
- Campione NIT (2009)

#### Competizioni nazionali
- Supercoppa italiana: 4

Pall. Cantù: 2012
Dinamo Sassari: 2014
Olimpia Milano: 2018, 2020
- Campionato italiano: 1

Dinamo Sassari: 2014-15
- Coppa Italia: 2

Dinamo Sassari: 2015
Olimpia Milano: 2021

#### Competizioni internazionali
- Eurocup: 1

Malaga: 2016-17